# Nokia 220
Il Nokia 220 è un feature phone della Nokia prodotto, nella prima versione, da febbraio 2014, e nella seconda da luglio 2019.

## Caratteristiche tecniche

### Versione del 2014
Il Nokia 220 è un classico telefono cellulare con form factor candybar, misura 116,4 × 50,3 × 13,2 millimetri, pesa 83,6 grammi, è costruito in policarbonato viene prodotto in 5 colorazioni (bianco, nero, giallo, ciano e rosso). Lo schermo è un TFT a 256.000 colori, da 2,4 pollici di diagonale e con una risoluzione di 240 × 320 pixel. Non è sensibile al tocco. Ha connettività GSM, GPRS (fino a 85,6 kbps, che consente la connettività ad Internet e l'uso di social network preinstallati come Facebook e Twitter) e Bluetooth 3.0, la memoria interna è espandibile con microSD, le sue funzionalità si limitano principalmente ad inviare e ricevere chiamate (anche registrabili) ed SMS, registrare fino a 500 contatti in rubrica ed effettuare foto e video con la fotocamera da 2 megapixel, sono compresi inoltre torcia, radio FM RDS, orologio digitale, vari tools (quali calcolatrice, calendario, promemoria vocali, ecc...) e lettore MP3 ed MP4/H.264. Supporta applicazioni SNS. Ci sono l'ingresso per jack audio da 3,5 mm e l'ingresso microUSB 1.1 per la ricarica della batteria agli ioni di litio BL-5C removibile da 1100 mAh che alimenta il dispositivo. Quest'ultima ha una durata dichiarata in chiamata fino a 15 ore ed in standby fino a 29 giorni. Il Nokia 220 si trova sia in versione mono-SIM che dual SIM. Il costo iniziale era di circa 40 dollari statunitensi. È stato definito il Nokia più economico con accesso ad Internet.

### Nokia 225
A maggio 2014 è stato commercializzato il Nokia 225, versione "allargata" del 220, da cui differisce per lo schermo da 2,8" (anziché 2,4") per la presenza del supporto anche all'EDGE, per la possibilità di memorizzare fino a 1000 contatti, per la microUSB 2.0 (anziché 1.1).  Il Nokia 225 si trova sia in versione mono-SIM che dual SIM.

### Nokia 215
A maggio 2015 è stato commercializzato il Nokia 215, dispositivo simile al 220, da cui differisce per il design rivisto, per la fotocamera VGA (anziché da 2 MP), per la microUSB 2.0 (anziché 1.1) e per la possibilità di memorizzare fino a 1000 contatti. Il Nokia 215 è prodotto sia in versione mono-SIM che dual SIM.

### Nokia 222
A settembre 2015 è stato commercializzato il Nokia 222, dispositivo simile al 220, da cui differisce per la presenza del supporto anche all'EDGE e all'A2DP, per la possibilità di memorizzare fino a 1000 contatti, per la microUSB 2.0 (anziché 1.1) e per il design rivisto (simile a quello del 215). Il Nokia 222 esiste sia in versione mono-SIM che dual SIM.

### Nokia 216
A ottobre 2016 è stato commercializzato il Nokia 216, dispositivo simile al 220, da cui differisce per la presenza del supporto anche all'EDGE e all'A2DP, per la possibilità di memorizzare fino a 2000 contatti, per la fotocamera posteriore VGA, per la presenza di una fotocamera anteriore, anch'essa VGA, e per la presenza di una batteria da 1020 mAh.

### Versione del 2019
Il Nokia 220 4G è la versione "aggiornata" del Nokia 220, commercializzata a luglio 2019. Misura 132 × 50,5 × 15 millimetri, pesa 90,5 grammi. Ha un design rivisto e più smussato rispetto al predecessore, dal quale differisce anche per la presenza del 4G, di una fotocamera VGA con flash LED (anziché da 2 MP), del Bluetooth 4.2 (anziché 3.0) e della porta microUSB 2.0 (anziché 1.1). Il Nokia 220 4G è prodotto sia in versione mono-SIM che dual SIM.